# Досенко Євген Іванович
Євген Іванович Досенко (нар. 1 червня 1945, Львів, УРСР) — український композитор, диригент, головний диригент та композитор  фольклорно-етнографічного ансамблю «Калина» та багаторічний художній керівник дитячої студії «Світанок», заслужений діяч мистецтв України, старший викладач Національної музичної академії ім. П. І. Чайковського. Онук бандуриста Олександра Досенка-Журби, батько патофізіолога Віктора Досенко.

## Біографія
Народився у Львові. У 1951—1962 роках навчався у дитячій музичній школі при консерваторії ім. С. А. Крушельницької. Закінчив Львівську консерваторію. Учень композитора Миколи Колесси.
Голова журі XXI Відкритого Міжнародного фестивалю-конкурсу вокалістів «Золота нотка» (7-9 квітня 2011 року, Дніпропетровськ).

## Книги
- Б. Д. Списаренко, Є. І. Досенко. Золоте покотьоло: літературно-музична різдвяна композиція. Державний методичний центр навчальних закладів культури і мистецтв. — Вінниця: Нова книга, 2004. — 31 с. — ISBN ISMN M 707505 04-5
- Ю. В. Вернигор, Є. І. Досенко (упорядники). Павло Вірський: (життєвий і творч. шлях). — Вінниця: Нова Книга, 2012. — 318 с. : фотоіл. — Бібліогр.: с. 318. — 2000 экз. — ISBN 978-966-382-440-6